# Železniční trať Sofie–Varna
Železniční trať Sofie–Varna je elektrizovaná dvoukolejná železniční trať normálního rozchodu 1435 mm. Její délka je 543 km, což z ní činí nejdelší železniční trať v Bulharsku. V síti bulharských železnic má číslo 2.
Trať byla postavena v letech 1894 až 1899, přičemž částečně navazovala na první železniční trať na území dnešního Bulharska, Ruse–Varna zprovozněnou v roce 1866.
Trať patří k hlavním železničním tratím v Bulharsku a s dalšími hlavními tratěmi je propojena následovně: ve stanici Sofie navazuje na trať ve směru od Kulaty, ve stanicích Mezdra a Mezdra–jih na ni navazuje trať do Vidinu a ve stanici Kaspičan trať do Ruse; křižuje trať Kalotina–Svilengrad (ve stanici Sofie), Sofijský železniční okruh ve stanici Ilijanci, trať Trojan–Svištov ve stanici Levski a trať z Ruse do Podkovy ve stanici Gorna Orjachovica; s paralelní tratí Iljanci – Varna–feribotna se stýká ve stanicích Ilijanci a Sindel. Vedlejší tratě, které z tratě č. 2 odbočují, jsou spojka k trati č. 3 (ve stanici Novi Pazar), trať do Zlatné Panegy (ve stanici Červen Brjag), trať do Čerkovici (ve stanici Jasen), trať do Eleny (ve stanici Gorna Orjachovica), trať do Komunari (ve stanici Šumen) a trať do Kardamu (ve stanici Poveljanovo); dříve z ní odbočovaly již uzavřené tratě úzkokolejka do Orjachova, trať do Velikého Preslavu a trať Kaspičan – Novi Pazar.

## Trať

### Vedení
Trať se za počáteční stanicí Sofie ve výšce 518 m stáčí obloukem na sever a sleduje vodní toky, které se vlévají do Iskăru. Za městem Novi Iskăr vstupuje do soutěsky, kterou tato řeka proráží skrze Starou planinu. Prochází tudy přes četné mosty a tunely, kterými zdolává říční meandry. Spolu s řekou se u obce Lakatnik stáčí k severovýchodu a za městem Mezdra, které je o 300 m níže než počáteční stanice, vede východním směrem v širokém údolí. Při průchodu Předbalkánem se údolí řeky zužuje a stáčí k severu a před vstupem do Dolnodunajské nížiny trať řeku Iskăr poblíž města Červen Brjag opouští a dále pokračuje na východ.
Dále se pahorkatou krajinou dostává obloukem k severovýchodu do povodí řeky Vit, kterou překračuje před stanicí Pleven. Stáčí se znovu k východu, překračuje úpatí Předbalkánu (cca 280 m n. m.), klesá v povodí řeky Osăm, kterou překračuje za stanicí Levski, a stáčí se k jihovýchodu. Odtud vede její trasa vede po rozhraní Předbalkánu a vyvýšenin Dolnodunajské nížiny v nadmořských výškách 70–350 m. V povodí řeky Jantry překračuje řeku Rosica a za stanicí Resen se rozvětvuje. Vlastní Jantru překračují obě větve samostatně v rámci železničního uzlu Gorna Orjachovica. Odtud trať stoupá k severovýchodu do stanice Slavjanovo (345 m), kde se dostává do povodí Černého Lomu, ke kterému následně v obloucích klesá. Překračuje ho za stanicí Popovo a po krátkém stoupání opouští povodí Dunaje.
V povodí řeky Kamčije trať směřuje k jihovýchodu. Před Šumenem se stáčí k severovýchodu a projíždí jím několika výraznými oblouky. Vede ke stanici Kaspičan, odkud nadále sleduje údolí Provadijské řeky a opakovaně ji překračuje. Přitom vede zprvu na jihovýchod, pak se stáčí k severovýchodu a před jejím ústím do Beloslavského jezera se otáčí na východ. Do konečné stanice Varna pokračuje po jeho severním břehu a později i po severním břehu Varenského jezera. V tomto úseku leží nanejvýš několik desítek metrů nad úrovní Černého moře.

### Parametry
Vzhledem k relativně krátkému období, během něhož byla železniční trať postavena (prosinec 1894 – listopad 1899), nejsou v technických ukazatelích jednotlivých úseků žádné výrazné rozdíly. Ty byly především ovlivněny členitostí terénu, kterým trať prochází:
- úsek Sofie–Mezdra — minimální poloměr oblouků 200 m, maximální sklon 10,7 ‰
- úsek Mezdra – Gorna Orjachovica — minimální poloměr oblouků 240 m, maximální sklon 18 ‰
- úsek Gorna Orjachovica – Kaspičan — minimální poloměr oblouků 250 m, maximální sklon 25 ‰
- úsek Kaspičan–Varna[p 9] — minimální poloměr oblouků 500 m, maximální sklon 10,2 ‰.

Úseky se sklonem větším než 15 ‰ byly postupně přestavěny; týkalo se to úseků Ćerven Brjag – Teliš, Zgalevo–Pordim, Levski–Gradište, Butovo–Pavlikeni, Resen – Polikraište – Gorna Orjachovica, Asenovo–Slavjanovo a dalších. V letech 1969–72 byl úsek Strašimirovo–Razdelna přeložen do nové trasy s minimálním poloměrem 800 m a maximálním sklonem 9,2 ‰.
Na trati byly zpočátku položeny následující typy kolejnic:
- úsek Sofie–Roman–Pleven–Šumen — typ RPŠ-31,2[p 10] o délce 9,55 m
- úsek Šumen–Kaspičan — typ SO o délce 11,55 m
- úsek Kaspičan–Varna — typ RV o délce 6 a 7 m

Později, v letech 1916 až 1948, bylo mnoho úseků renovováno a byly položeny těžší kolejnice, mezi nimiž převládal typ GEO-41. V letech 1948 až 1978 byla celá trať Sofie – Gorna Orjachovica – Varna modernizována položením kolejnic typu S 49 (49 kg/m')
Následující tabulka udává maximální povolené rychlosti na uvedených úsecích ve stavu k 29. května 2022.
| ze stanice        | do stanice        | rychlost [km/h] | rychlost [km/h] |
| ze stanice        | do stanice        | kolej 1         | kolej 2         |
| ----------------- | ----------------- | --------------- | --------------- |
| Sofie             | Sofie-sever       | 60              | 60              |
| Sofie-sever       | Ilijanci          | 70              | 60              |
| Ilijanci          | Kumarica          | 90              | 120             |
| Kumarica          | Kurilo            | 90              | 100             |
| Kurilo            | Bov               | 70              | 70              |
| Bov               | Ljutibrod         | 70              | 70              |
| Ljutibrod         | Mezdra-jih        | 70              | 80              |
| Mezdra-jih        | Mezdra            | 70              | 70              |
| Mezdra            | Kunino            | 130             | 130             |
| Kunino            | Chumata           | 100             | 100             |
| Chumata           | Jasen             | 110             | 110             |
| Jasen             | Pleven-západ      | 95              | 95              |
| Pleven-západ      | Pleven            | 75              | 75              |
| Pleven            | Levski            | 120             | 120             |
| Levski            | Butovo            | 120             | 110             |
| Butovo            | Resen             | 130             | 130             |
| Resen             | Polikraište       | 85              | -               |
| Polikraište       | Gorna Orjachovica | 105             | -               |
| Gorna Orjachovica | Džuljunica        | 110             | 110             |
| Džuljunica        | Stražica          | 100             | 100             |
| Stražica          | Asenovo           | 100             | 100             |
| Asenovo           | Gorica            | 80              | 80              |
| Gorica            | Slavjanovo        | 80              | 80              |
| Slavjanovo        | Popovo            | 80              | 80              |
| Popovo            | Karadžata         | 80              | 90              |
| Karadžata         | Dralfa            | 100             | 100             |
| Dralfa            | Tărgovište        | 80              | 100             |
| Tărgovište        | Nadarevo          | 100             | 100             |
| Nadarevo          | Chan Krum         | 100             | 100             |
| Chan Krum         | Šumen             | 100             | 90              |
| Šumen             | Kalugerica        | 100             | 100             |
| Kalugerica        | Kaspičan          | 80              | 80              |
| Kaspičan          | Provadija         | 80              | 80              |
| Provadija         | Solna Mina        | 60              | 80              |
| Solna Mina        | Sindel            | 60              | 60              |
| Sindel            | Beloslav          | 100             | 100             |
| Beloslav          | Ezerovo           | 80              | 80              |
| Ezerovo           | Topolite          | 90              | 90              |
| Topolite          | Varna             | 80              | 80              |

### Stanice
| název stanice         | manipulační a obslužné koleje | manipulační a obslužné koleje | manipulační a obslužné koleje |
| název stanice         | počet kolejí                  | maximální užitečná délka [m]  | minimální užitečná délka [m]  |
| --------------------- | ----------------------------- | ----------------------------- | ----------------------------- |
| Sofie                 | 14                            | 1108                          | 360                           |
| Sofie-sever           | 5                             | 648                           | 536                           |
| Ilijanci              | 9                             | 761                           | 511                           |
| Kurilo                | 4                             | 913                           | 814                           |
| odbočka Vlado Tričkov | 2                             | 865                           | 710                           |
| Rebrovo               | 3                             | 840                           | 650                           |
| Svoge                 | 4                             | 760                           | 660                           |
| Bov                   | 4                             | 716                           | 640                           |
| Lakatnik              | 7                             | 757                           | 450                           |
| odbočka Levište       | 2                             | 767                           | 659                           |
| Elisejna              | 4                             | 713                           | 599                           |
| Zverino               | 3                             | 935                           | 687                           |
| odbočka Rebărkovo     | 2                             | 889                           | 729                           |
| Mezdra-jih            | 4                             | 705                           | 654                           |
| Mezdra                | 9                             | 707                           | 491                           |
| Roman                 | 5                             | 773                           | 605                           |
| Kunino                | 4                             | 750                           | 740                           |
| Červen Brjag          | 6                             | 710                           | 532                           |
| Teliš                 | 4                             | 834                           | 719                           |
| Gorni Dăbnik          | 3                             | 752                           | 718                           |
| Dolni Dăbnik          | 4                             | 836                           | 730                           |
| Jasen                 | 8                             | 750                           | 590                           |
| Pleven-západ          | 12                            | 865                           | 400                           |
| Pleven                | 5                             | 740                           | 447                           |
| Pordim                | 4                             | 880                           | 705                           |
| Levski                | 9                             | 765                           | 520                           |
| Pavlikeni             | 7                             | 885                           | 424                           |
| odbočka Lesičeri      | 2                             | 825                           | 710                           |
| Resen                 | 5                             | 780                           | 738                           |
| Polikraište           | 5                             | 1200                          | 625                           |
| Gorna Orjachovica     | 11                            | 610                           | 310                           |
| Džuljunica            | 7                             | 895                           | 657                           |
| Stražica              | 5                             | 915                           | 545                           |
| Slavjanovo            | 5                             | 801                           | 577                           |
| Popovo                | 6                             | 905                           | 636                           |
| Dralfa                | 4                             | 762                           | 644                           |
| Tărgovište            | 6                             | 864                           | 625                           |
| odbočka Nadarevo      | 2                             | 815                           | 715                           |
| Chan Krum             | 3                             | 795                           | 670                           |
| Šumen                 | 7                             | 815                           | 552                           |
| Mătnica               | 4                             | 755                           | 646                           |
| Kaspičan              | 8                             | 663                           | 350                           |
| Provadija             | 4                             | 877                           | 606                           |
| Razdelna              | 10                            | 601                           | 65                            |
| Poveljanovo           | 11                            | 826                           | 597                           |
| Beloslav              | 4                             | 713                           | 422                           |
| Ezerovo               | 6                             | 760                           | 622                           |
| Topolite              | 3                             | 766                           | 420                           |
| Varna                 | 8                             | 460                           | 292                           |

### Technická infrastruktura

#### Mosty
Na trati, zejména v její první třetině stojí četné mosty o různých rozpětích. Základy některých z nich byly provedeny pomocí kesonů. V důsledku zdvoukolejnění trati a místního napřímení jejich počet výrazně vzrostl.
| úsek                            | kolej          | staničení [km] | délka [m] | materiál            | překážka                           |
| ------------------------------- | -------------- | -------------- | --------- | ------------------- | ---------------------------------- |
| Sofie – Sofie-sever             | 1 až 3         | 1,500          | 14,00     | ocel                | Suchodolska reka                   |
| Ilijanci – Kurilo               | 1 a 2          | 7,521          | 18,80     | ocel                | řeka Kakač                         |
| Ilijanci – Kurilo               | 1 a 2          | 8,471          | 12,10     | železobeton         | vodoteč                            |
| Ilijanci – Kurilo               | 1              | 9,310          | 17,00     | ocel                | řeka Blato                         |
| Ilijanci – Kurilo               | 2              | 9,310          | 12,70     | ocel                | řeka Blato                         |
| Ilijanci – Kurilo               | 1              | 9,329          | 30,30     | ocel                | řeka Blato                         |
| Ilijanci – Kurilo               | 2              | 9,329          | 30,50     | železobeton         | řeka Blato                         |
| Kurilo – Vlado Tričkov          | 1              | 13,564         | 14,40     | železobeton         | místní komunikace                  |
| Kurilo – Vlado Tričkov          | 2              | 13,572         | 15,90     | železobeton         | místní komunikace                  |
| Kurilo – Vlado Tričkov          | 1              | 15,398         | 17,70     | železobeton         | vodoteč                            |
| Kurilo – Vlado Tričkov          | 1              | 17,536         | 74,50     | ocel                | řeka Iskăr                         |
| Kurilo – Vlado Tričkov          | 2              | 17,530         | 76,00     | železobeton         | řeka Iskăr                         |
| Kurilo – Vlado Tričkov          | 1              | 17,656         | 16,40     | ocel                | místní komunikace                  |
| Kurilo – Vlado Tričkov          | 2              | 17,650         | 18,00     | železobeton         | místní komunikace                  |
| Kurilo – Vlado Tričkov          | 1              | 18,887         | 87,00     | železobeton         | řeka Iskăr                         |
| Kurilo – Vlado Tričkov          | 2              | 18,985         | 98,60     | ocel                | řeka Iskăr                         |
| Vlado Tričkov – Rebrovo         | 1              | 20,332         | 78,00     | železobeton         | řeka Iskăr                         |
| Vlado Tričkov – Rebrovo         | 2              | 20,436         | 86,00     | ocel                | řeka Iskăr                         |
| Vlado Tričkov – Rebrovo         | 1              | 22,138         | 74,70     | ocel                | řeka Iskăr                         |
| Vlado Tričkov – Rebrovo         | 2              | 22,224         | 85,00     | ocel                | řeka Iskăr                         |
| Vlado Tričkov – Rebrovo         | 1              | 22,694         | 14,00     | železobeton         | vodoteč                            |
| Vlado Tričkov – Rebrovo         | 2              | 22,767         | 14,00     | ocel                | vodoteč                            |
| zastávka Tompsăn                | 1 až 4         | 27,353         | 45,60     | železobeton a kámen | vodoteč a místní komunikace        |
| stanice Svoge                   | 1 až 5         | 32,618         | 16,80     | železobeton         | místní komunikace                  |
| Svoge – Bov                     | 1              | 33,600         | 56,80     | železobeton         | silnice II-16                      |
| Svoge – Bov                     | 2              | 33,653         | 56,80     | železobeton         | silnice II-16                      |
| Svoge – Bov                     | 1              | 33,708         | 57,50     | ocel                | Iskrecka reka                      |
| Svoge – Bov                     | 2              | 33,762         | 51,40     | ocel                | Iskrecka reka                      |
| Svoge – Bov                     | 1              | 39,534         | 23,30     | ocel                | vodoteč                            |
| Svoge – Bov                     | 2              | 39,588         | 27,60     | železobeton         | vodoteč                            |
| Svoge – Bov                     | 1 a 2          | 41,487         | 78,00     | železobeton         | řeka Iskăr                         |
| stanice Bov                     | 1              | 41,956         | 30,60     | ocel                | řeka Treskavec a místní komunikace |
| stanice Bov                     | 2              | 41,956         | 30,60     | železobeton         | řeka Treskavec a místní komunikace |
| Bov – Lakatnik                  | 1              | 42,850         | 78,30     | železobeton         | řeka Iskăr                         |
| Bov – Lakatnik                  | 2              | 42,889         | 75,00     | ocel                | řeka Iskăr                         |
| Bov – Lakatnik                  | 1              | 43,122         | 84,00     | železobeton         | řeka Iskăr                         |
| Bov – Lakatnik                  | 2              | 43,174         | 80,00     | ocel                | řeka Iskăr                         |
| Bov – Lakatnik                  | 1 a 2          | 45,324         | 7,60      | železobeton         | potok Kovajski dol                 |
| Lakatnik – Levište              | 1              | 51,002         | 62,50     | kámen               | potok Selskija dol                 |
| Lakatnik – Levište              | 2              | 51,084         | 67,30     | železobeton         | potok Selskija dol                 |
| Lakatnik – Levište              | 1              | 51,114         | 32,00     | kámen               | vodoteč                            |
| Lakatnik – Levište              | 1              | 54,195         | 66,70     | kámen               | vodoteč                            |
| Lakatnik – Levište              | 2              | 54,291         | 220,90    | železobeton         | vodoteč                            |
| Lakatnik – Levište              | 1              | 54,774         | 43,40     | kámen               | vodoteč                            |
| Lakatnik – Levište              | 2              | 54,810         | 58,70     | železobeton         | vodoteč                            |
| Levište – Elisejna              | 1              | 61,197         | 27,80     | ocel                | řeka Gabrovnica                    |
| Levište – Elisejna              | 2              | 61,235         | 29,80     | železobeton         | řeka Gabrovnica                    |
| Levište – Elisejna              | 1              | 61,630         | 78,10     | železobeton         | řeka Iskăr                         |
| Levište – Elisejna              | 2              | 61,668         | 87,10     | ocel                | řeka Iskăr                         |
| Levište – Elisejna              | 1              | 62,732         | 32,00     | železobeton         | vodoteč                            |
| Levište – Elisejna              | 2              | 62,772         | 32,00     | kámen               | vodoteč                            |
| Elisejna – Zverino              | 1 a 2          | 69,237         | 12,50     | železobeton         | řeka Zlatica                       |
| Zverino – Rebărkovo             | 1              | 71,480         | 156,60    | železobeton         | silnice II-16 a řeka Iskăr         |
| Zverino – Rebărkovo             | 1              | 71,933         | 108,10    | železobeton         | řeka Iskăr                         |
| Zverino – Rebărkovo             | 1              | 72,319         | 27,15     | železobeton         | silnice II-16                      |
| Zverino – Rebărkovo             | 1              | 75,186         | 87,20     | ocel                | řeka Iskăr                         |
| Zverino – Rebărkovo             | 2              | 75,186         | 78,90     | železobeton         | řeka Iskăr                         |
| Zverino – Rebărkovo             | 1              | 76,186         | 78,75     | železobeton         | řeka Iskăr                         |
| Zverino – Rebărkovo             | 2              | 76,186         | 74,00     | ocel                | řeka Iskăr                         |
| Zverino – Rebărkovo             | 1              | 76,687         | 78,15     | železobeton         | řeka Iskăr                         |
| Zverino – Rebărkovo             | 1              | 76,861         | 79,80     | železobeton         | řeka Iskăr                         |
| Zverino – Rebărkovo             | 1              | 77,712         | 45,00     | železobeton         | vodoteč                            |
| Zverino – Rebărkovo             | 1 a 2          | 78,147         | 16,50     | železobeton         | vodoteč                            |
| Rebărkovo – Mezdra-jih          | 1              | 82,770         | 21,80     | železobeton         | místní komunikace                  |
| Mezdra-jih – Mezdra             | 1              | 87,025         | 20,70     | železobeton         | řeka Moravica                      |
| Mezdra-jih – Mezdra             | 2              | 87,025         | 14,00     | železobeton         | řeka Moravica                      |
| Mezdra – Roman                  | 1              | 88,007         | 30,74     | železobeton         | vodoteč                            |
| Mezdra – Roman                  | 2              | 88,007         | 27,80     | železobeton         | vodoteč                            |
| Mezdra – Roman                  | 1 a 2          | 92,049         | 165,00    | ocel                | řeka Iskăr                         |
| Mezdra – Roman                  | 1 a 2          | 94,595         | 20,80     | železobeton         | řeka Iskăr                         |
| Mezdra – Roman                  | 1 a 2          | 99,186         | 40,50     | železobeton         | Tipčeniška reka                    |
| Mezdra – Roman                  | 1              | 102,105        | 16,40     | železobeton         | potok Dilkovski dol                |
| Mezdra – Roman                  | 2              | 102,105        | 19,00     | železobeton         | potok Dilkovski dol                |
| Mezdra – Roman                  | 1 a 2          | 102,605        | 183,50    | železobeton         | řeka Iskăr                         |
| Mezdra – Roman                  | 1 a 2          | 104,233        | 98,30     | železobeton         | řeka Iskăr                         |
| Mezdra – Roman                  | 1 a 2          | 104,331        | 20,50     | železobeton         | vodoteč                            |
| Roman – Kunino                  | 1              | 109,144        | 184,00    | železobeton         | řeka Iskăr                         |
| Roman – Kunino                  | 2              | 109,139        | 182,50    | železobeton         | řeka Iskăr                         |
| Roman – Kunino                  | 1 a 2          | 112,498        | 30,30     | železobeton         | řeka Kosmatica                     |
| Roman – Kunino                  | 1 a 2          | 116,421        | 6,90      | železobeton         | cesta                              |
| Roman – Kunino                  | 1 a 2          | 117,064        | 23,50     | železobeton         | místní komunikace a vodoteč        |
| Kunino – Červen Brjag           | 1 a 2          | 119,000        | 129,00    | železobeton         | cesta a řeka Iskăr                 |
| Kunino – Červen Brjag           | 1 a 2          | 121,152        | 11,60     | železobeton         | cesta                              |
| Kunino – Červen Brjag           | 1 a 2          | 121,610        | 9,20      | železobeton         | cesta                              |
| Kunino – Červen Brjag           | 1 a 2          | 123,001        | 249,40    | železobeton         | řeka Iskăr                         |
| Kunino – Červen Brjag           | 1 a 2          | 123,854        | 132,70    | železobeton         | řeka Iskăr a cesta                 |
| Kunino – Červen Brjag           | 1 a 2          | 125,051        | 23,80     | železobeton         | místní komunikace                  |
| Kunino – Červen Brjag           | 1 a 2          | 126,130        | 120,40    | železobeton         | řeka Iskăr                         |
| Kunino – Červen Brjag           | 1 a 2          | 127,995        | 103,00    | železobeton         | řeka Iskăr a cesta                 |
| Kunino – Červen Brjag           | 1 a 2          | 128,940        | 116,00    | železobeton         | řeka Iskăr a cesta                 |
| Kunino – Červen Brjag           | 1 a 2          | 129,660        | 214,00    | železobeton         | řeka Iskăr a cesta                 |
| stanice Červen Brjag            | 1 a 2 a 5 až 7 | 139,388        | 31,70     | ocel                | silnice III-306                    |
| Červen Brjag – Teliš            | 1 a 2          | 140,511        | 80,30     | železobeton         | silnice a řeka Zlatna Panega       |
| Červen Brjag – Teliš            | 1 a 2          | 140,997        | 7,50      | železobeton         | železniční trať č. 22              |
| Červen Brjag – Teliš            | 1 a 2          | 141,300        | 56,60     | železobeton         | silnice                            |
| Červen Brjag – Teliš            | 1 a 2          | 145,385        | 31,00     | železobeton         | cesta                              |
| Červen Brjag – Teliš            | 1 a 2          | 150,475        | 11,30     | železobeton         | cesta                              |
| Červen Brjag – Teliš            | 1 a 2          | 154,545        | 6,90      | železobeton         | cesta                              |
| Teliš – Gorni Dăbnik            | 1 a 2          | 167,980        | 14,00     | železobeton         | kanál                              |
| Gorni Dăbnik – Dolni Dăbnik     | 1 a 2          | 170,358        | 25,00     | železobeton         | místní komunikace                  |
| Gorni Dăbnik – Dolni Dăbnik     | 1 a 2          | 177,005        | 21,00     | železobeton         | cesta                              |
| Dolni Dăbnik – Jasen            | 1 a 2          | 178,703        | 49,30     | železobeton         | silnice II-13                      |
| Jasen – Pleven-západ            | 1              | 188,862        | 104,50    | ocel                | řeka Vit a silnice                 |
| Jasen – Pleven-západ            | 2              | 188,862        | 110,00    | ocel                | řeka Vit a silnice                 |
| Pleven-západ – Pleven           | 1 a 2          | 194,366        | 43,70     | železobeton         | řeka Tučenica a ulice              |
| Levski – Butovo                 | 1 a 2          | 242,384        | 14,00     | železobeton         | cesta                              |
| Levski – Butovo                 | 1 a 2          | 242,729        | 14,00     | železobeton         | cesta                              |
| Levski – Butovo                 | 1              | 243,012        | 158,00    | železobeton         | řeka Osăm                          |
| stanice Pavlikeni               | 1 až 4         | 260,200        | 42,30     | železobeton         | ulice                              |
| Pavlikeni – Lesičeri            | 1 a 2          | 264,305        | 134,60    | železobeton         | řeka Rosica                        |
| Lesičeri – Resen                | 1 a 2          | 279,217        | 18,50     | železobeton         | řeka Negovanka                     |
| Resen – Polikraište             |                | 282,619        | 18,50     | železobeton         | potok Bochot                       |
| Resen – Polikraište             | 1 až 3         | 287,385        | 10,00     | ocel                | silnice I-5                        |
| Polikraište – Gorna Orjachovica |                | 292,440        | 29,00     | železobeton         | cesta                              |
| Polikraište – Gorna Orjachovica |                | 292,920        | 104,50    | ocel                | řeka Jantra                        |
| Gorna Orjachovica – Džuljunica  | 1 a 2          | 306,929        | 16,70     | železobeton         | potok Dobri Ďal                    |
| Džuljunica – Stražica           | 1 a 2          | 313,400        | 102,00    | železobeton         | Stara reka a cesta                 |
| Džuljunica – Stražica           | 1 a 2          | 319,846        | 65,50     | železobeton         | Goljama reka                       |
| Stražica – Slavjanovo           | 1 a 2          | 324,678        | 20,00     | železobeton         | cesta                              |
| Stražica – Slavjanovo           | 1 a 2          | 324,873        | 43,00     | železobeton         | Goljama reka                       |
| Stražica – Slavjanovo           | 1 a 2          | 330,536        | 15,00     | železobeton         | vodoteč                            |
| Stražica – Slavjanovo           | 1 a 2          | 332,411        | 34,70     | železobeton         | vodoteč                            |
| Stražica – Slavjanovo           | 1              | 333,840        | 13,00     | železobeton         | vodoteč                            |
| Stražica – Slavjanovo           | 2              | 333,840        | 23,80     | železobeton         | vodoteč                            |
| Stražica – Slavjanovo           | 1 a 2          | 335,255        | 20,70     | železobeton         | vodoteč                            |
| Slavjanovo – Popovo             | 1 a 2          | 347,310        | 9,10      | železobeton         | cesta                              |
| Slavjanovo – Popovo             | 1 a 2          | 350,220        | 8,70      | železobeton         | vodoteč                            |
| Slavjanovo – Popovo             | 1 a 2          | 351,980        | 9,35      | železobeton         | cesta                              |
| Popovo – Dralfa                 | 1 a 2          | 354,717        | 31,00     | železobeton         | místní komunikace                  |
| Popovo – Dralfa                 | 1 a 2          | 355,333        | 23,00     | železobeton         | silnice III-513                    |
| Popovo – Dralfa                 | 1 a 2          | 356,975        | 9,10      | železobeton         | cesta                              |
| Popovo – Dralfa                 | 1 a 2          | 359,360        | 18,50     | železobeton         | vodoteč                            |
| Popovo – Dralfa                 | 1 a 2          | 360,857        | 55,70     | železobeton         | Černi Lom                          |
| Popovo – Dralfa                 | 1 a 2          | 361,112        | 36,00     | železobeton         | silnice II-51                      |
| Popovo – Dralfa                 | 1 a 2          | 361,630        | 31,60     | železobeton         | místní komunikace                  |
| Dralfa – Tărgovište             | 1 a 2          | 375,770        | 9,00      | železobeton         | místní komunikace                  |
| Dralfa – Tărgovište             | 1 a 2          | 377,467        | 10,20     | železobeton         | cesta                              |
| Dralfa – Tărgovište             | 1 a 2          | 381,580        | 11,20     | železobeton         | cesta                              |
| Dralfa – Tărgovište             | 1 a 2          | 386,480        | 9,05      | železobeton         | místní komunikace                  |
| Tărgovište – Nadarevo           | 1 a 2          | 394,680        | 42,65     | železobeton         | řeka Vrana                         |
| Tărgovište – Nadarevo           | 1 a 2          | 397,254        | 7,00      | železobeton         | cesta                              |
| Tărgovište – Nadarevo           | 1 a 2          | 407,460        | 9,10      | železobeton         | vodoteč                            |
| Nadarevo – Chan Krum            | 1 a 2          | 410,095        | 73,40     | železobeton         | řeka Vrana                         |
| Nadarevo – Chan Krum            | 1 a 2          | 410,818        | 20,45     | železobeton         | vodoteč                            |
| Chan Krum – Šumen               | 1 a 2          | 425,440        | 31,90     | železobeton         | cesta                              |
| Chan Krum – Šumen               | 1 a 2          | 428,555        | 9,20      | železobeton         | kanál                              |
| Chan Krum – Šumen               | 1 a 2          | 429,140        | 9,00      | železobeton         | cesta                              |
| Šumen – Mătnica                 | 1 a 2          | 436,106        | 27,30     | železobeton         | místní komunikace                  |
| Šumen – Mătnica                 | 1 a 2          | 436,195        | 22,00     | železobeton         | vodoteč                            |
| Šumen – Mătnica                 | 1 a 2          | 436,235        | 63,60     | železobeton         | ulice                              |
| Mătnica – Kaspičan              | 1              | 444,780        | 14,60     | železobeton         | kanál                              |
| Mătnica – Kaspičan              | 2              | 444,780        | 9,00      | železobeton         | kanál                              |
| Mătnica – Kaspičan              | 1 a 2          | 449,641        | 33,70     | železobeton         | vodoteč                            |
| Mătnica – Kaspičan              | 1 a 2          | 450,877        | 21,40     | železobeton         | vodoteč                            |
| Mătnica – Kaspičan              | 1 a 2          | 455,864        | 10,00     | železobeton         | Mătniška reka                      |
| Mătnica – Kaspičan              | 1 a 2          | 457,453        | 83,00     | železobeton         | Provadijska reka                   |
| Kaspičan – Provadija            | 1 a 2          | 460,348        | 28,40     | železobeton         | Provadijska reka                   |
| Kaspičan – Provadija            | 1 a 2          | 466,148        | 13,90     | železobeton         | potok Porăč                        |
| Kaspičan – Provadija            | 1 a 2          | 470,200        | 35,70     | železobeton         | vodoteč                            |
| Kaspičan – Provadija            | 1 a 2          | 470,420        | 19,30     | železobeton         | Provadijska reka                   |
| Kaspičan – Provadija            | 1 a 2          | 482,525        | 13,00     | železobeton         | vodoteč                            |
| Kaspičan – Provadija            | 1 a 2          | 483,009        | 44,15     | železobeton         | Provadijska reka                   |
| Kaspičan – Provadija            | 1 a 2          | 488,157        | 9,40      | železobeton         | vodoteč                            |
| Provadija – Sindel              | 1 a 2          | 491,130        | 39,00     | železobeton         | Provadijska reka                   |
| Provadija – Sindel              | 1 a 2          | 493,715        | 18,25     | železobeton         | vodoteč                            |
| Provadija – Sindel              | 1 a 2          | 495,378        | 8,90      | železobeton         | vodoteč                            |
| Provadija – Sindel              | 1 a 2          | 496,420        | 17,10     | železobeton         | vodoteč                            |
| Provadija – Sindel              | 1 a 2          | 496,810        | 13,60     | železobeton         | vodoteč                            |
| Provadija – Sindel              | 1 a 2          | 502,517        | 17,00     | železobeton         | Manastirska reka                   |
| stanice Sindel                  | 1              | 509,030        | 47,00     | železobeton         | Provadijska reka                   |
| stanice Sindel                  | 2              | 509,030        | 43,70     | ocel                | Provadijska reka                   |
| Sindel – Razdelna               | 1 a 2          | 511,836        | 64,30     | železobeton         | Provadijska reka                   |
| Razdelna – Poveljanovo          | 1, 2 a 3       | 516,990        | 58,50     | železobeton         | Devenska reka                      |
| Razdelna – Varna-západ          | 1 a 2          | 516,990        | 59,00     | železobeton         | Provadijska reka                   |
| stanice Poveljanovo             | 1 a 2          | 518,716        | 35,30     | železobeton         | místní komunikace                  |
| stanice Poveljanovo             | 1 a 2          | 519,973        | 45,50     | železobeton         | místní komunikace                  |
| Poveljanovo – Beloslav          | 1 a 2          | 521,965        | 17,10     | železobeton         | vodoteč                            |
| stanice Beloslav                | 1              | 525,280        | 32,50     | železobeton         | místní komunikace                  |
| stanice Ezerovo                 | 1 a 2          | 530,534        | 15,00     | železobeton         | kanál                              |
| stanice Ezerovo                 | 1 a 2          | 531,630        | 20,50     | železobeton         | kanál                              |
| Ezerovo – Topolite              | 1              | 532,743        | 22,00     | ocel                | kanál                              |
| Ezerovo – Topolite              | 2              | 532,743        | 20,70     | ocel                | kanál                              |
| Ezerovo – Topolite              | 1 a 2          | 532,960        | 23,00     | železobeton         | Ignatievska reka                   |
| Topolite – Varna                | 1 a 2          | 537,221        | 14,00     | železobeton         | vodoteč                            |
| Topolite – Varna                | 1 a 2          | 541,000        | 17,00     | ocel                | potok Dere Nalbanka                |
| Varna-západ – Varna-razpr.      | 1 a 2          | 537,221        | 14,00     | železobeton         | kanál                              |

#### Tunely
Původně bylo vybudováno 22 tunelů o celkové délce asi 4 000 m v různých geologických podmínkách. V důsledku zdvoukolejnění trati se jejich počet téměř zdvojnásobil.
| Poř. č. | kolej | úsek                    | tunel č. | od km   | do km   | délka [m] | postaven  |
| ------- | ----- | ----------------------- | -------- | ------- | ------- | --------- | --------- |
| 1       | 1     | Kurilo – Vlado Tričkov  | 1        | 18,329  | 18,835  | 505,80    | 1962      |
| 2       | 2     | Kurilo – Vlado Tričkov  | 1        | 18,483  | 18,924  | 440,30    | 1897      |
| 3       | 1     | Vlado Tričkov – Rebrovo | 2        | 20,091  | 20,215  | 123,90    |           |
| 4       | 2     | Vlado Tričkov – Rebrovo | 2        | 20,176  | 20,305  | 129,30    | 1971      |
| 5       | 1     | Vlado Tričkov – Rebrovo | 3        | 22,213  | 22,333  | 120,00    |           |
| 6       | 2     | Vlado Tričkov – Rebrovo | 3        | 22,295  | 22,407  | 111,60    | 1971      |
| 7       | 1     | Vlado Tričkov – Rebrovo | 4        | 23,158  | 23,268  | 109,80    |           |
| 8       | 2     | Vlado Tričkov – Rebrovo | 4        | 23,210  | 23,382  | 172,70    | 1963      |
| 9       | 1     | Rebrovo – Tompsăn       | 5        | 26,661  | 26,781  | 120,60    | 1965      |
| 10      | 2     | Rebrovo – Tompsăn       | 5        | 26,711  | 26,863  | 151,40    | 1972      |
| 11      | 2     | Tompsăn – Svoge         | 5А       | 28,075  | 28,120  | 45,00     | 1963      |
| 12      | 1     | Tompsăn – Svoge         | 7        | 29,294  | 29,621  | 327,50    | 1962      |
| 13      | 2     | Tompsăn – Svoge         | 7        | 29,315  | 29,682  | 367,65    | 1979      |
| 14      | 1     | Tompsăn – Svoge         | 8        | 32,139  | 32,333  | 193,70    | 1962      |
| 15      | 2     | Tompsăn – Svoge         | 8        | 32,174  | 32,386  | 212,00    | 1897/2004 |
| 16      | 1     | Bov – Lakatnik          | 9        | 42,899  | 43,062  | 163,00    | 1962      |
| 17      | 2     | Bov – Lakatnik          | 9        | 42,947  | 43,109  | 161,80    | 1974      |
| 18      | 1     | Bov – Lakatnik          | 10       | 44,238  | 44,329  | 90,60     | 1897      |
| 19      | 1     | Bov – Lakatnik          | 11       | 46,708  | 46,917  | 209,00    | 1897      |
| 20      | 2     | Bov – Lakatnik          | 11       | 46,874  | 46,971  | 96,90     | 1961      |
| 21      | 1     | Lakatnik – Levište      | 13       | 54,317  | 54,500  | 182,50    | 1897      |
| 22      | 1     | Lakatnik – Levište      | 14       | 57,970  | 58,119  | 148,70    | 1897      |
| 23      | 2     | Lakatnik – Levište      | 14       | 58,031  | 58,157  | 126,00    | 1960      |
| 24      | 1     | Levište – Elisejna      | 15       | 59,306  | 59,450  | 143,80    | 1897      |
| 25      | 2     | Levište – Elisejna      | 15       | 59,366  | 59,459  | 92,80     | 1961      |
| 26      | 1     | Levište – Elisejna      | 16       | 61,296  | 61,376  | 80,20     | 1897      |
| 27      | 2     | Levište – Elisejna      | 16       | 61,329  | 61,391  | 62,00     | 1961      |
| 28      | 2     | Elisejna – Zverino      | 17       | 64,913  | 65,012  | 98,70     | 1897      |
| 29      | 2     | Elisejna – Zverino      | 18       | 65,059  | 65,152  | 93,20     | 1897      |
| 30      | 1     | Zverino – Rebărkovo     | 19       | 71,589  | 71,800  | 211,00    | 1966      |
| 31      | 2     | Zverino – Rebărkovo     | 19       | 71,245  | 71,602  | 357,00    | 1896      |
| 32      | 1     | Zverino – Rebărkovo     | 20       | 76,223  | 76,491  | 268,00    | 1969      |
| 33      | 2     | Zverino – Rebărkovo     | 20       | 76,216  | 76,500  | 284,00    | 1898      |
| 34      | 2     | Zverino – Rebărkovo     | 21       | 76,703  | 76,970  | 267,00    | 1898      |
| 35      | 1     | Zverino – Rebărkovo     | 22       | 77,757  | 77,775  | 18,00     | 1988      |
| 36      | 2     | Zverino – Rebărkovo     | 22       | 77,748  | 77,820  | 72,00     | 1969      |
| 37      | 1 a 2 | Kunino – Červen Brjag   | 23       | 125,394 | 125,717 | 323,00    | 1986      |

## Provoz
V celé délce trati jezdí jeden pár přímých osobních vlaků denně a ze stanice Sofie-sever jezdí denně čtyři páry osobních vlaků, z toho jeden expres. Cesta trvá přibližně sedm až osm hodin. Trať využívají i další vlaky, například regionální vlaky mezi Sofií a Mezdrou.

## Dějiny

### Příprava
Otázka výstavby trati Sofie–Kaspičan vyvstala bezprostředně po osvobození Bulharska. Rusko zpočátku požadovalo, aby jako ústupek získalo koncesi na výstavbu a provozování trati z Ruse do Sofie přes Dunajskou nížinu a Iskarskou soutěsku. Vládní plán spočíval v tom, aby se železniční trať Ruse–Sofie prodloužila do Radomiru a Kjustendilu poblíž hranic se Srbskem a přes Skopji v Makedonii se propojila se Soluní v Řecku. V lednu 1881 jmenovala Rada ministrů komisi pod vedením ředitele veřejných staveb, ruského vojenského inženýra Nikolaje Kopytkina, která měla za úkol prozkoumat návrhy na výstavbu železničních tratí Ruse–Sofie, Svištov–Trnovo–Hainboaz a Sofie–Botevgrad–Orjachovo. Komise stanovila trasu hlavní trati Sofie–Ruse tak, aby procházela přes průsmyk Arabakonak, Loveč a dále údolím Jantry.
V roce 1883 Národní shromáždění schválilo zákon o výstavbě železniční trati Svištov–Sofie–Kjustendil, který však nezmiňoval Ruse, aby anglická společnost, vlastník trati Ruse–Varna uvedené do provozu v roce 1866, nemohla při jejím prodeji zvyšovat své požadavky. Podle tohoto zákona byla vláda povinna provést vlastní průzkumy a Národní shromáždění bylo povinno na výstavbu trati vypsat soutěž. Po zveřejnění stavebního záměru se přihlásil bulharský podnikatel Ivan Chadžienov s tím, že provede průzkumy nezbytné k výstavbě trati a od vlády obdržel povolení. Jeho návrh uvažoval s vedením železniční trati ve směru Mezdra–Roman Iskărskou soutěskou a prokazoval, že je ekonomicky výhodnější než původní návrh.
Trasa trati ze Sofie do Varny byla znovu projednávána později, až po odkoupení trati Ruse–Varna bulharským státem. Zákon z 21. ledna 1889 nařizoval výstavbu železničních tratí Kaspičan–Šumen, Trnovo–Sevlievo–Loveč–Pleven–Sofie a dalších. Po provedení nezbytných průzkumných prací bylo zřejmé, že trasa Trnovo–Sevlievo–Loveč–Sofie má vážné nedostatky, a to především velkou délku a neúměrné množství inženýrských staveb: propustků, mostů, tunelů, výkopů a náspů. Aby se snížily náklady na výstavbu, vláda shledala výhodnějším přesunout trasu oproti původnímu projektu dále na sever. Další zákon týkající se trati (zákon o projektování a výstavbě železniční sítě v Bulharsku) byl přijat v roce 1894 a nařizoval, aby trať vedla po trase Šumen – Tărgovište – Popovo – Gorna Orjachovica – Pleven – Roman – Sofie.

### Výstavba
Výstavba začala v roce 1894 odbočkou ze stávající tratě Varna–Ruse v délce 23,9 km, vedoucí ze stanice Kaspičan do Šumenu. Výstavba byla velmi hospodárná a trať byla zprovozněna 20. června 1895. 10. prosince 1894 byl v rámci výběrového řízení zadán úsek Iskarským průlomem, což byla nejnáročnější část trati. Tento úsek Sofie–Roman je dlouhý asi 109 km, a přestože se na něm nachází mnoho tunelů a mostů, které pro stavitele představovaly velké obtíže, byl 20. února 1897 uveden do provozu.
25. října 1895 byl výběrovým řízením zadán poslední a nejdelší úsek Roman–Pleven–Šumen o délce 326 km. Vzhledem ke své délce byl uváděn do provozu ve dvou etapách: 18. června 1899 úsek Roman–Pleven a 8. listopadu téhož roku úsek Pleven–Šumen. Po dokončení poslední části trati byla Sofie propojena s černomořským přístavem Varna. Celková délka trati Sofie – Gorna Orjachovica – Varna byla tehdy 541 km.

### Druhá kolej
Růst dopravy, nárůst počtu nákladních i osobních vlaků a konkurence s jinými druhy dopravy si vyžádaly vypracování a realizaci řady úprav směrového i výškového vedení trasy. Mezi stanicemi Šumen a Mătnica došlo k významným vylepšením železniční trati Sofie – Gorna Orjahovica – Varna. Úseky se sklonem větším než 15 ‰ byly postupně přestavěny.
Na počátku 50. let se úsek Sofie–Mezdra stal limitujícím z hlediska propustnosti a přepravní kapacity nejen pro tuto trať, ale i pro pohyb vlaků v celém severním Bulharsku. Nárůst dopravy byl v tomto úseku nejvýznamnější a zavedení dieselové trakce nezvýšilo propustnost na potřebnou úroveň. Proto byly v roce 1955 zadány studie na zdvoukolejnění. Příslušné stavební práce začaly v roce 1958 mezi stanicemi Lakatnik a Levište; v následujících letech, práce pokračovaly i na ostatních úsecích, takže v roce 1969 byl zdvoukolejněním mezi stanicemi Čerepiš a Ljutibrod celý úsek Sofie–Mezdra dokončen.
Postupně se stala propustnost trati kritickou i na dalších úsecích, především v úseku Sindel–Varna, protože zde provozována doprava ve směrech Sofie – Gorna Orjachovica – Varna, Ruse – Varna, Kardam–Varna, Staro Orjachovo – Sindel a Karnobat–Varna. Proto byla v roce 1962 zdvojkolejněna, s výjimkou úseku Beloslav–Strašimirovo. Trasa dvojkolejné trati byla přesunuta tak, aby obcházela Beloslavské jezero, čímž se přiblížila k rozvíjející se průmyslové aglomeraci Varna–Devňa a k přístavu Varna–zapad. O možnosti přemístění tohoto úseku se uvažovalo už v letech 1954–56, kdy byly vznikaly první ekonomické studie o výstavbě plavebního kanálu spojujícího moře s jezery Varna a Beloslav a o výstavbě nového přístavu Varna–zapad. Trať byla první kompletní dvoukolejnou tratí v Bulharsku.

### Další úpravy
V průběhu let byla přijata další opatření ke zlepšení vlastností trati:
- pokládka bezstykové koleje přibližně v polovině celkové délky trati
- zvýšení únosnosti mostů pro zatížení nápravovým tlakem 22 t (z původních 14 t)
- pokládka železobetonových pražců
- zvýšení maximální rychlosti z 60 na 130 km/h;
- úsek Pleven – Gorna Orjachovica byl třetím elektrizovaným úsekem v Bulharsku.

V roce 1965 byl vypracován koncepční návrh přeložit železniční trať mezi stanicemi Sindel a Varna v úseku Strašimirovo– Razdelna. Práce na přeložce byly zahájeny v roce 1969 a do provozu byla uvedena 25. listopadu 1972. Nová trasa je sice o 1968 m delší než předchozí, ale na druhou stranu má mnoho výhod: zvýšila se povolená rychlost vlaků, byly odstraněny železniční přejezdy, vytvořily se lepší podmínky pro obsluhu tranzitní dopravy do průmyslové zóny Devňa a do plánovaného přístavu Varna–zapad.
V roce 1982 byla na deváté hlavní trati zprovozněna odbočka Asparuch, která umožňovala přímé spojení této trati do stanice Madara. Byla elektrizovaná v celé své délce 5 966 m. Tudy jezdily přímé vlaky z Ruse do Šumenu a zpět, aniž by vjížděly do stanice Kaspičan. V 90. letech byla kvůli sníženému objemu dopravy tato spojka zrušena a demontována.